# Haru wo Daiteita
Haru wo Daite Ita (яп. 春を抱いていた Хару о даитэита) или «В своих ладонях он держал весну» — аниме и одноимённая яой-манга мангаки Ёки Нитты. Эта история рассказывает о взаимоотношениях двух порноактёров, Кёсукэ Иваки и Ёдзи Като. По манге снято два OVA, охватывающих 1 и 2 томы основной истории. Также снято OVA в трех частях по отдельной истории «Зимняя Цикада» (яп. 冬の蝉 Fuyu no Semi). Манга состоит из 15 готовых томов.

## Сюжет
Иваки и Като оба очень популярны, оба признаны самыми красивыми актёрами и, естественно, они соперники и конкуренты за самые высокие рейтинги. Они недолюбливают друг друга и постоянно ссорятся. Иваки считает Като мальчишкой, так как тот младше него, а Като не верит в талант и успех Иваки. Однажды их обоих приглашают на пробы к съёмкам фильма по одноимённому роману популярного автора Нагисы Савы «В своих ладонях он держал весну». Актёров двое, а выбрать нужно одного. Нагиса Сава, будучи ещё и продюсером фильма, устраивает своеобразную проверку актёрам, по окончании которой выбирает Иваки. Хотя победа получается двусмысленной…
Невероятная популярность фильма у зрителей вынуждает продюсеров создать сериал по мотивам фильма, и вот тогда Нагиса Сава приглашает на одну из главных ролей Ёдзи Като. Так Иваки и Като начинают работать вместе. Сюжет фильма похож на жизни самих актёров. Роман Нагисы Савы рассказывает о двух актёрах порнофильмов, которые устали от фальшивого секса и ищут искренних чувств в объятиях друг друга. Съёмки длятся не один месяц, и когда наступает пора последних кадров, Като понимает, что он перестал играть в любовь к партнёру по фильму и перенёс свои чувства в реальную жизнь. Он понял, что влюбился в Иваки. Будучи очень эмоциональным и открытым человеком, он не смог долго удерживать всё в себе и вывалил свою любовь на обескураженного Иваки, доказывая её и словами, и чувствами, и поступками. Съёмки фильма окончились и началась совместная жизнь двух актёров, так как Като, недолго думая, переехал жить к Иваки.
Хотя Иваки и Като были любимцами страны, настолько любимцами, что даже традиционная Япония приняла их нестандартные отношения, всё же были и те, кто чинил им неприятности, пользуясь ревностью Като, неуверенностью Иваки, неустойчивостью зрительской симпатии и т. д. Таким образом, вся манга посвящена описанию жизни Като и Иваки не только как семейной пары, но и как членов общества, в котором они живут. И как члены этого общества они не смогли избежать ни общественного мнения, ни проблемы отцов и детей, ни просто проблем своей безопасности и безопасности личной жизни. Неизменным было одно — они любили друг друга, и каждый своей любовью наполнял своего партнёра уверенностью в себе и силой.

## Персонажи

### Основные персонажи
Кёсукэ Иваки (яп. 岩城京介 Иваки Кё:сукэ) — порноактёр, мечтающий уйти из этого бизнеса в большое кино. Он умело использует первый же шанс выбраться из порнобизнеса и благодаря своему таланту быстро завоёвывает широкую зрительскую аудиторию. Замкнутый, молчаливый, верный традициям Иваки, сначала очень тяжело переживает шум и нездоровый интерес к его жизни, когда в ней появляется Ёдзи Като. Но со временем он настолько доверяет своему партнёру и их отношениям, что умеет не обращать внимания на пересуды.
Сэйю: Тосиюки Морикава
Ёдзи Като (яп. 香藤洋二 Като: Ё:дзи) — также порноактёр, в недавнем прошлом конкурент Иваки. Он молод, хорош собой, его обожают женщины. В противоположность Кёсукэ он жизнерадостный, эмоциональный, невероятно открытый и искренний. Он не пережил в жизни никакого горя, не встретил ни одного по-настоящему сложного препятствия — даже его решение сниматься в порно не встретило у его семьи сильно отрицательной реакции. Любовь к Иваки стала для него самого неожиданностью, но раз поняв, что он влюблён, Като приложил все усилия, чтобы добиться любимого человека и проявлял свою любовь в каждом слове, каждом поступке.
Сэйю: Синъитиро Мики

### Второстепенные персонажи
Нагиса Сава (яп. 佐和渚 Сава Нагиса) — автор романа «В ладонях он держал весну», очень популярный в Японии писатель, особенно среди женщин. Хоть Сава и одевается как женщина, на самом деле он — мужчина. Когда-то в прошлой жизни он был полицейским, но, осознав свою сущность, бросил работу и занялся писательской деятельностью.
Сэйю: Кадзухико Иноуэ
Юкихито Сава — племянник и любовник Нагисы Савы, также является его подопечным и первым читателем его произведений. Пережил в жизни тяжёлую травму: на его глазах отец собственноручно убил мать. После случившегося Юкихито долгое время не мог говорить. Пережитая в детстве трагедия наложила отпечаток на характер Юкихито. Он стал замкнутым, молчаливым, стеснительным. Но несмотря на это, Сава очень предан Нагисе и готов ради него на всё, даже на исполнение порой возмутительных требований своего опекуна. Единственный человек после Нагисы, к кому прислушивается Юкихито и кого может считать своим другом — Кёсукэ Иваки.
Сэйю: Тихиро Судзуки.
Симидзу — менеджер Иваки, присутствует в большинстве эпизодов и является доверенным лицом Кёсукэ. Её уход в декретный отпуск ставит под угрозу отношения между Иваки и Като.
Канэко — менеджер Като, также всегда при Като. Он старается максимум облегчить жизнь своего начальника и даже помогает налаживать конфликты в личной жизни.
Нобуюки Асано — временная замена Симидзу в качестве менеджера Иваки. Асано хочет сделать карьеру киноактёра и для этого решает поработать у Кёсукэ, чтобы научиться мастерству. Однако он использует доверие Иваки далеко не в благородных целях, стараясь заработать популярность и разлучить влюбленных. Одним из его желаний становится занять место Ёдзи Като в качестве любовника Иваки.
Томоки Миясака — актёр, близкий друг Като. Появляется только в 8 томе манги. Достаточно популярен, но не настолько, как Иваки или Като. С первой же минуты знакомства с Кёсукэ он чувствует к нему влечение. В дальнейшем упорно домогается близости с ним, даже пытаясь применить силу. После окончательного отказа Иваки, он по-прежнему продолжает испытывать к Иваки тёплые чувства.
Ю Онодзуки — также один из ближайших друзей Като и Миясаки. Хотя и не говорит этого в открытую, но влюблён в Като, и несколько предвзято относится к Иваки. Однако в трудную минуту именно он протягивает руку помощи Кёсукэ. Несмотря на то, что персонаж введён лишь в 8 томе, после он периодически появляется в повествовании.
Помимо основных героев манги в ней много промежуточных персонажей, таких как родители Иваки и Като, их братья и сёстры, различные режиссёры и другие члены съёмочной группы, репортеры и шоу-мэны и многие другие.

## Додзинси
На основе манги написано несколько додзинси:
- «В своих ладонях он держал весну» (Haru wo Daite Ita)
- «Пламенный поцелуй» (Kiss of fire)
- «Ледяное вино» (Eiswein) или Balalaika #4
- «Назад к истокам» (Loop) или Balalaika #6
- «Спираль» (Spiral, также известна под названием Double Loop) или Balalaika #7
- «Любовный клич» (Love squall)
- «Пара» (Both) или Balalaika #9
- Japalish или Balalaika #8
- Underwear